# إدوارد ستانلي كيلوغ
إدوارد ستانلي كيلوغ هو عسكري وسياسي أمريكي، ولد في 20 أغسطس 1870 في نيويورك في الولايات المتحدة، وتوفي في 8 يناير 1948 في مركز والتر ريد الطبي العسكري الوطني ‏ في الولايات المتحدة. انتخب حاكم ساموا الأمريكية ‏ (4 سبتمبر 1923 – 17 مارس 1925).